# Марія Дашкіна Меддукс
Марія «Маша» Дашкіна Меддукс — українська танцюристка модерну та викладачка танців. Колишня головна танцюристка танцювальної компанії Марти Грем,  засновниця і директор танцювального фестивалю Wake Forest.

## Ранні роки і освіта
Марія Дашкіна Меддукс народилася у Києві. У дитинстві займалася класичним балетом, навчаючись за методикою Ваганової. У юному віці переїхала до США і навчалася під керівництвом Рут Вайзен у Молодіжному балеті Томаса Армора в Маямі, штат Флорида. Закінчила New World School of the Arts.

## Кар'єра
У 2007 році Дашкіна Меддукс приєдналася до танцювальної компанії Марти Грем у Нью-Йорку і згодом отримала звання головної танцюристки. Вона виконала багато головних ролей у творах Грема, включаючи Наречену в Аппалачській весні, Аріадну в Порученні в лабіринт, Жінку в червоному в Відволікання ангелів, Єву в Бойовому саду, дует Розмова закоханих, і танцювала основні ролі в Смертях і Входах, керівниця «Кроки на вулиці» з «Хроніки», керівниця хору в "Нічній подорожі ", «Артеміда» у "Федрі" та сольна партія Серенати Моріски.
Окрім творів Грем, Дашкіна Меддукс також виконувала твори сучасних хореографів, зокрема Ларрі Кейгвіна, Річарда Моува, Луки Веггетті, Лара Любовіча, Булареяунга Пагарлави, Адоніса Фоніадакіса, Анни Соколов, Роберта Вілсона та Ейзур Бартон. Вона була представлена в навчальному відео з техніки Марти Грем для початківців, режисерами якого були Мікі Оріхара та Сьюзан Кікучі, спродюсованого Dance Spotlight.
Про неї писали Dance Magazine, Dior Magazine, Broadway Dance Magazine.
Знімалася у фільмі Fall to Rise режисера Джейса Бартока. Також позувала для танцювальних фотографів і була представлена в книгах «Квітка десерту» Гільєрмо Лікурго та "Мистецтво руху" Кена Бровара та Дебори Орі.
Дашкіна Меддукс викладала балет і сучасні танці в Центрі сучасного танцю Марти Грем, Школі мистецтв New World, Молодіжному балеті Томаса Армора, Університеті Північної Кароліни в Грінсборо, Університеті Ілона та Колбернській школі Лос-Анджелеса. У 2017 році вона заснувала фестиваль Wake Forest Dance Festival, публічний танцювальний фестиваль, який проводить ARTS Wake Forest у партнерстві з Департаментом парків і зон відпочинку Wake Forest, і є його директором.
У 2018 році отримала нагороду Alto Jonio як найкраща танцюристка.